# Micromussa
Micromussa is een geslacht van neteldieren uit de klasse van de Anthozoa (bloemdieren).

## Soorten
- Micromussa amakusensis (Veron, 1990)
- Micromussa diminuta Veron, 2000
- Micromussa lordhowensis
- Micromussa minuta (Moll & Best, 1984)
- Micromussa pacificus